# Satank
Setangya (1800-1871), també conegut com a Sitting Bear (Ós Assegut), va ser un guerrer kiowa membre de la societat guerrera Koitsenko. El 1830-1840 atacà als xeienes. Fou el lloctinent de Dohasan fins a la seva mort el 1866, i des d'aleshores un dels principals caps kiowa. Participà en la signatura del Tractat de Medicine Lodge del 1867, però descontent, participà en la campanya de Satanta a Texas el 1870-1871. Fou mort quan el traslladaven a judici i posteriorment escalpat per escoltes tonkawa.

## Precedents
El 1860 Satank visitava sovint al ranxo Peacock, prop de l'actual Great Bend, Kansas. Satank va demanar a George Peacock que li escrivís una carta de presentació al cap de caravanes de Santa Fe per a demanar-li subministraments de manera pacífica i per a expressar-li que els kiowa era un poble pacífic. Tanmateix Peacock va aprofitar-se de l'analfabetisme de Satank i va escriure una carta on deia que Satank era una mal indi. Quan el vell cap es va assabentar de l'engany, la seva tribu va matar a Peacock i diverses persones del ranxo Peacock.

## Successió de Dohasan
Després de la mort del gran líder de la nació kiowa, Dohasan, el 1866, Guipago es va convertir en el seu successor. Tot i així Satanta i Tene-angopte van competir entre ells i contra el mateix Guipago, establint-se finalment una profunda solidaritat entre Guipago i Satanta; Satanta era un fervent opositor a la política d'allotjament de les tribus índies en reserves, a diferència de Tene-angoptee, partidari d'un acord amb l'home blanc. Mentrestant Satank va continuar liderant el Koitsenko sense interès de liderar la nació kiowa. El 1867 Satank va signar el tractat de Medicine Lodge amb Satanta i altres caps de kiowa on acceptaven el trasllat a una reserva. No va ser el cas de Guipago, que es va negar a signar un acord que considerava un parany.

## Massacre de Salt Creek

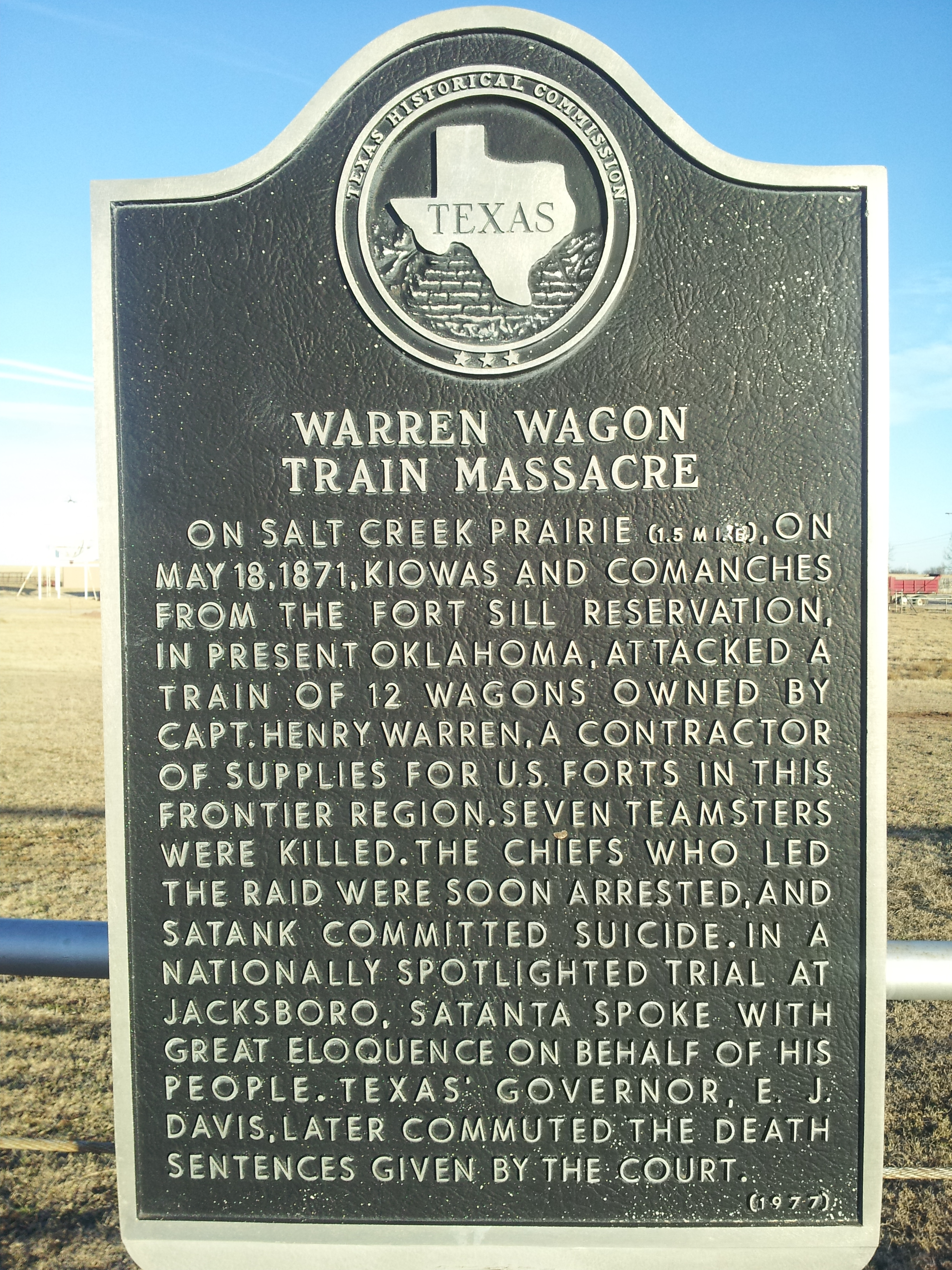
Memorial de l'atac a la caravana de Warren de 1871 a Salt Creek.

El 1870 el seu fill, també anomenat Satank, va morir en una incursió a Texas. Com a venjança per la mort del seu fill, Satank va intensificar els seus atacs, afegint-se d'aquesta manera a les que ja estava duent a terme Satanta i altres tribus kiowa, comanxe i apatxe descontentes amb les polítiques dels Estats Units.
En aquest context cal incloure-hi l'atac a la caravana de Warren el 18 de maig de 1871 a les planures de Salt Creek de Texas, on els indis van assassinar 7 persones i es van endur els subministraments. Els supervivents de la caravana van acudir a Fort Richardson, on es van trobar amb el general William Tecumseh Sherman, que havia passat pel alt aquell atac mentre es trobava amagat a l'espera de la caravana. El general, en adonar-se que havia escapat de la mort per ben poc, va ordenar al coronel Ranald S. Mackenzie i al 4t de cavalleria perseguir a l'escamot d'indis i detenir-ne als responsables de la matança.
Tanmateix l'exèrcit no va capturar el grup de guerrers, si no que més aviat van ser ells els que es van deixar agafar. Satank i Satanta havien tornat a la reserva i, si s'hi haguessin quedat sense cridar l'atenció, ningú no hauria descobert mai oficialment qui havia comès l'atac a la caravana de Warren. Però Satanta no va saber romandre en silenci i va fer saber a l'agent indi de la Reserva Kiowa-Comanxe que tingués municions i subministraments, tot presumint que ell mateix, Satank i el jove líder Ado-ete (Gran Arbre) havien dirigit l'atac que recentment havia matat els carreters a Salt Creek, i que podrien haver matat també al general Sherman si ho haguessin volgut.
Sherman, que ja estava furiós pel que havien fet els guerrers indis, es va enfurismar encara més en saber que una de les víctimes podria haver estat ell mateix i va ordenar l'arrest de Satank, Satanta i Ado-ete. Durant l'arrest, que va dirigir Sherman en persona, Guipago es va presentar ben equipat amb un rifle carregat i armes decidit a evitar que s'enduguessin als seus companys, però va haver de rendir-se davant la presència massiva de tropes militars. Sherman va decidir d'enviar els caps indis a Jacksboro, Texas, perquè poguessin ser jutjats per un tribunal estatal per assassinat. La intenció de Sherman era que el Tribunal número 13 del Districte Judicial de Texas els jutjés com a simples criminals comuns, cosa que els negaria qualsevol dret que poguessin tenir com a presoners de guerra (contemplació que molt probablement sí que tindria un tribunal militar). Seria la primera vegada que un tribunal nord-americà jutjaria a uns caps indis.

## Procés de Satanta i Ado-ete
El general Sherman va dur a judici a Satanta, Ado-ete i Satank, convertint-los en els primers líders indis a ser jutjats per atacs en un tribunal nord-americà. Sherman va ordenar portar als tres caps kiowa a Jacksboro, Texas, per a jutjar-los per assassinat.
Satank no tenia cap intenció de deixar-se humiliar en un judici de blancs. Es va negar a entrar al transport i, després que els soldats li van llançar a dins per força, va amagar el cap sota la seva manta vermella (usada com a signe de la seva pertinença al Koitsenko, consell de guerrers kiowa). Pel que sembla, els soldats van creure que el vell cap volia amagar el rostre a causa de la humiliació, però en realitat s'estava rosegant els canells per aconseguir treure's les cadenes que li havien posat. Va començar a cantar la seva cançó de mort i, quan va tenir les mans lliures, va apunyalar a la cama a un dels seus guàrdies amb un ganivet que duia amagat a la roba aconseguint prendre-li el rifle. Satank va ser abatut a trets abans que pogués disparar.
Van deixar el seu cos tirat a la carretera i, malgrat el coronel Ranald S. Mackenzie va assegurar a la família que podien reclamar sense represàlies les restes de Satank, la seva gent va tenir por de la reacció de l'Exèrcit. El cos de Satank mai no van ser reclamat.

## Sepultura
Finalment, el cos de Satank va ser enterrat per l'exèrcit a "Chief's Knoll", al cementiri de Fort Sill. Va ser el mateix lloc on es va dur el cos de Satanta quan es va suïcidar a la presó a Huntsville (Texas). Els dos caps indis van ser enterrats molt a prop l'un de l'altre. Altres caps cèlebres kiowa, comanxe i arapaho també estan enterrats sepultures properes, com ara Tene-angop'te (kiowa), Paruasemana i Quanah Parker (comanxes) i Ós Groc i Ohnasite (Arapahos).